# Boys Planet
Boys Planet (kor. 보이즈 플래닛) – południowokoreański survivalowy reality show transmitowany na antenie Mnet. Premiera odbyła się 2 lutego 2023 roku, a emitowany był w czwartki o godzinie 20:00 KST. Od 16 lutego 2023 roku godzina emisji programu została zmieniona na 20:50 KST.
Spośród tysięcy zgłoszeń wybrano 98 uczestników o różnym pochodzeniu do udziału w programie. Następnie zostali równo podzieleni na dwie grupy: K-Group i G-Group.
Podczas transmisji na żywo finału 20 kwietnia 2023 roku, program ogłosił dziewięciu ostatecznych członków, którzy zadebiutują jako Zerobaseone ( kor.  제로베이스원; w skrócie ZB1).
Program jest kontynuacją Girls Planet 999, tym razem z udziałem wyłącznie męskich uczestników.

## Koncepcja i format
Boys Planet przyjął tematykę kosmiczną: dwie grupy uczestników, K-Group i G-Group, pełniły rolę „planet”, a prowadzący program byli określani mianem „Star Masters”. Pod opieką siedmiu „Masters” uczestnicy musieli przejść przez kilka rund oceny, podczas których musieli zaprezentować swoje umiejętności w śpiewaniu, tańcu i rapowaniu. Po każdej rundzie publiczność, znana jako „Star Creators”, głosowała na swoich ulubionych uczestników, decydując o ostatecznym debiutanckim składzie.
Podczas poprzedniego programu, Girls Planet 999, ograniczono zgłoszenia do Korei Południowej, Japonii, Chin i Tajwanu. Jednak w tej serii zwiększono obszar, aby umożliwić udział międzynarodowy.
Uczestnicy zostali wybrani poprzez dwie rundy zgłoszeń.  Pierwsza trwała od 11 grudnia 2021 roku do 11 lutego 2022 roku, a druga od 27 czerwca 2022 roku do 21 sierpnia 2022 roku. Ostateczni uczestnicy zostali wybrani niezależnie od narodowości, przynależności do agencji lub wcześniejszego doświadczenia i historii zawodowej jako piosenkarz. Ostatecznie wybrano 98 uczestników spośród 84 krajów i regionów, w tym Korei Południowej, innych części Azji, Europy, Ameryki Północnej i Południowej oraz Bliskiego Wschodu, oraz 229 agencji zarządzających. Celem programu było zadebiutowanie nowego dziewięcioosobowego boys bandu K-popowego, składającego się z uczestników z całego świata, czyniąc ich pierwszym zespołem K-popowej piątej generacji.

### System głosowania
Oficjalną platformą używaną do głosowania i dostępu do treści związanych z uczestnikami była mobilna aplikacja Mnet Plus. W przeciwieństwie do Girls Planet 999, gdzie widzowie musieli oddzielnie głosować na każdą regionalną grupę, głosy były przydzielane poszczególnym uczestnikom i równo podzielone między dwie regionalne grupy (K-Group i G-Group). System głosowania był audytowany przez zewnętrzną agencję Samil PwC, aby zapewnić przejrzystość i sprawiedliwość w procesach związanych z głosowaniem od agregacji do wyników.

## Promocja i transmisja
Podczas gali 2021 Mnet Asian Music Awards, która odbyła się 11 grudnia 2021 roku, Mnet ujawnił, że planuje wydać w 2022 roku męską wersję Girls Planet 999 pod nazwą Boys Planet. Jednak z powodu problemów produkcyjnych, data emisji została później przesunięta na początek 2023 roku.
28 listopada Mnet ogłosiło, że ujawni pierwszy zwiastun Boys Planet podczas gali 2022 MAMA Awards. Data premiery programu, 2 lutego 2023 roku, została potwierdzona za pomocą zdjęcia zwiastującego opublikowanego 21 grudnia 2022 roku.
Piosenka przewodnia „Here I Am” została wydana 29 grudnia 2022 roku, wraz z wykonaniem utworu na programie M Countdown, ujawniając Sung Han-bina z K-Group i Zhang Hao z G-Group jako centrale osoby ich odpowiednich grup. Profile uczestników zostały opublikowane tego samego dnia. Następnego dnia został wyemitowany specjalny odcinek podglądowy zatytułowany Boys Planet: Star Is Born, w którym wystąpili Dance Masters Baek Koo-young i Choi Young-joon, byli członkowie Wanna One, Yoon Ji-sung i Kim Jae-hwan, byłe członkinie Iz*One Kwon Eun-bi i Choi Ye-na, a także wszystkie obecne członkinie Kep1er.
Program był jednocześnie transmitowany przez Mnet i TVING w Korei Południowej; AbemaTV i Mnet Japan w Japonii; AfreecaTV w Wietnamie, Tajlandii i Indonezji; tvN Asia w Azji Południowo-Wschodniej; oraz był dostępny do streamingu na platformach Viki i Viu  w wybranych regionach oraz za pośrednictwem kanału YouTube Mnet, Mnet K-Pop, w pozostałych częściach świata.
27 marca 2023 roku potwierdzono, że uczestnicy Boys Planet będą częścią składu KCON Japan 2023, które odbędzie się 12 maja. Konferencja prasowa dla pozostałych 28 uczestników odbyła się 29 marca w CJ ENM Center. Specjalny odcinek zatytułowany Pajama Party in Planet Camp został wyemitowany 15 kwietnia 2023 roku o godzinie 20:00 KST.
Finał odbył się na żywo w Jamsil Arena 20 kwietnia 2023 roku z udziałem publiczności liczącej około 6 000 osób. Dodatkowo, odcinek został transmitowany na żywo na platformie YouTube oraz w jedenastu kinach CJ CGV w całej Korei Południowej, a bilety na projekcje kinowe wyprzedały się w ciągu dwóch minut.

## Obsada
Zamiast mieć jednego gospodarza przez cały czas trwania programu, był on prezentowany przez tzw. „Star Masters”, którzy rotowali wraz z każdą rundą. Star Masters to zazwyczaj doświadczeni celebryci, którzy mogli udzielać rad i prowadzić uczestników.
Pierwszą rundę prowadził były członek NU'EST i Wanna One, Hwang Min-hyuna, jako pierwszy Star Master, a w drugim odcinku dołączyła do niego tymczasowo Sunmi jako drugi Star Master. Aktor Yeo Jin-goo był gospodarzem specjalnego odcinka zatytułowanego 1st Survivor Announcement Ceremony jako trzeci Star Master 24 lutego 2023 roku, a także wystąpił w odcinku 5. Minhyuk z BtoB dołączył do programu jako czwarty Star Master dla drugiego zadania oraz jako gospodarz 2nd Survivor Announcement Ceremony. Key z zespołu Shinee dołączył jako piąty Star Master dla trzeciego zadania. W odcinku 10, Jo Kwon z zespołu 2AM został szóstym Star Masterem dla specjalnego „Musical Star Test”. Jeon Somi była gospodarzem 3rd Survivor Announcement Ceremony jako siódmy Star Master 7 kwietnia 2023 roku, a także pojawiła się w odcinku 11. Kim Jae-hwan, solista i były członek Wanna One, pełnił rolę ósmego Star Mastera dla finałowego zadania. Hwang Min-hyun ponownie objął rolę Star Mastera w finale programu.
Pozostali mentorzy, nazywani również „masters”, to:
- Dance Masters:
  - Baek Koo-young
  - Choi Young-joon
  - Lip J
- Vocal Masters:
  - Heo Sol-ji
  - Lee Seok-hoon
  - Lim Han-byul
- Rap Masters:
  - pH-1
  - Lil Boi
  - Bobby (Odc. 6–7)

## Uczestnicy
W programie uczestniczyło ogółem 98 uczestników. 49 z nich było pochodzenia koreańskiego, podczas gdy pozostałe 49 pochodziło z Kanady, Chin, Hongkongu, Japonii, Tajwanu, Tajlandii, Stanów Zjednoczonych i Wietnamu.
Angielskie nazwiska uczestników są przedstawione zgodnie z oficjalną stroną internetową
Legenda
| K-Group ( Korea Południowa)                                                                | K-Group ( Korea Południowa) | K-Group ( Korea Południowa) | K-Group ( Korea Południowa) | K-Group ( Korea Południowa)   |
| ------------------------------------------------------------------------------------------ | --------------------------- | --------------------------- | --------------------------- | ----------------------------- |
| Sung Han-bin (성한빈)                                                                      | Park Gun-wook (박건욱)      | Kim Tae-rae (김태래)        | Kim Gyu-vin (김규빈)        | Kim Ji-woong (김지웅)         |
| Han Yu-jin (한유진)                                                                        | Park Han-bin (박한빈)       | Lee Hoe-taek (이회택)       | Kum Jun-hyeon (금준현)      | Lee Jeong-hyeon (이정현)      |
| Yoo Seung-eon (유승언)                                                                     | Yoon Jong-woo (윤종우)      | Cha Woong-ki (차웅기)       | Lee Seung-hwan (이승환)     | Seo Won (서원)                |
| Mun Jung-hyun (문정현)                                                                     | Park Ji-hoo (박지후)        | Oh Sung-min (오성민)        | Lee Ye-dam (이예담)         | Jung Min-gyu (정민규)         |
| Lim Jun-seo (임준서)                                                                       | Ji Yun-seo (지윤서)         | Lee Dong-yeol (이동열)      | Bak Do-ha (박도하)          | Lee Da-eul (이다을)           |
| Park Hyun-been (박현빈)                                                                    | Jeong I-chan (정이찬)       | Choi Woo-jin (최우진)       | Lee Dong-gun (이동건)       | Lee Hwan-hee (이환희)         |
| Choi Ji-ho (최지호)                                                                        | Choi Seung-hun (최승훈)     | Kim Min-seoung (김민성)     | Han Seo-bin (한서빈)        | Park Min-seok (박민석)        |
| Jang Yeo-jun (장여준)                                                                      | Jang Ji-ho (장지호)         | Jung Ho-jin (정호진)        | Jeon Woo-seok (전우석)      | Park Gwan-young (박관영)      |
| Jeon Ho-young (전호영)                                                                     | Jung Se-yun (정세윤)        | Kim Min-hyuk (김민혁)       | Hong Keon-hee (홍건희)      | Han Yu-seop (한유섭)          |
| Jang Min-seo (장민서)                                                                      | Jung Hwan-rok (정환록)      | Jo Eun-woo (조은우)         | Yeom Tae-gyun (염태균)      |                               |
| G-Group ( Kanada, Chiny, Hongkong, Japonia, Tajwan, Tajlandia, Stany Zjednoczone, Wietnam) |                             |                             |                             |                               |
| Zhang Hao (章昊)                                                                           | Seok Matthew (석매튜)       | Ricky (沈泉锐)              | Jay (제이)                  | Keita (佳汰)                  |
| Na Kamden (나캠든)                                                                         | Wang Zihao (王子浩)         | Hiroto (大翔)               | Haruto (晴翔)               | Chen Kuanjui (陳冠叡)         |
| Ollie (刘天跃)                                                                             | Takuto (拓斗)               | Zhang Shuaibo (张帅博)      | Ma Jingxiang (马靖翔)       | Cai Jinxin (蔡锦昕)           |
| Anthonny (アントニー)                                                                      | Wumuti (أمۇت)               | Brian (何廷威)              | Chen Jianyu (陈建宇)        | Dang Hong Hai (Đặng Hồng Hải) |
| Cong (Công)                                                                                | Krystian (王南钧)           | Yuki (由暉)                 | Xuan Hao (宣淏)             | Wen Yechen (文邺辰)           |
| Min (มิน)                                                                                   | Yutaka (豊)                 | Haru (暖琉)                 | Chen Renyou (陳任佑)        | Chen Liang (陈梁)             |
| Ouju (桜樹)                                                                                | Yang Jun (杨钧)             | Ichika (一翔)               | Wang Yanhong (王颜宏)       | Nice (ไนซ์)                    |
| Dong Dong (东东)                                                                           | Winnie (วินนี่)                | Qiu Shengyang (邱勝揚)      | Chen Yugeng (陈誉庚)        | Osuke (央修)                  |
| Hyo (飛燿)                                                                                 | Kei (敬)                    | Itsuki (樹)                 | Toui (透唯)                 | Yuto (佑都)                   |
| Riku (陸)                                                                                  | Lin Shiyuan (林士元)        | Feng Junlan (冯俊岚)        | Tao Yuan (陶源)             |                               |

## Ranking

### Top 9
Top 9 uczestników zostało wybranych poprzez głosowanie popularności online za pośrednictwem aplikacji mobilnej Mnet Plus oraz głosowanie na żywo publiczności, jak pokazano na końcu każdego odcinka.
Legenda
| # | Odc.1        | Odc.2              | Odc.5             | Odc.6             | Odc.8              | Odc.11            | Odc.12             |
| - | ------------ | ------------------ | ----------------- | ----------------- | ------------------ | ----------------- | ------------------ |
| 1 | Sung Han-bin | Sung Han-bin (–)   | Sung Han-bin (–)  | Sung Han-bin (–)  | Sung Han-bin (–)   | Sung Han-bin (–)  | Zhang Hao (↑1)     |
| 2 | Kim Ji-woong | Han Yu-jin (↑1)    | Seok Matthew (↑3) | Han Yu-jin (↑2)   | Zhang Hao (↑2)     | Zhang Hao (–)     | Sung Han-bin (↓1)  |
| 3 | Han Yu-jin   | Kim Ji-woong (↓1)  | Kim Ji-woong (–)  | Seok Matthew (↓1) | Han Yu-jin (↓1)    | Kim Ji-woong (↑2) | Seok Matthew (↑6)  |
| 4 | Lee Da-eul   | Kim Gyu-vin (↑1)   | Han Yu-jin (↓2)   | Zhang Hao (↑1)    | Seok Matthew (↓1)  | Kim Tae-rae (↑3)  | Ricky (↑4)         |
| 5 | Kim Gyu-vin  | Seok Matthew (↑27) | Zhang Hao (↑2)    | Kim Ji-woong (↓2) | Kim Ji-woong (–)   | Han Yu-jin (↓2)   | Park Gun-wook (↑7) |
| 6 | Lee Hoe-taek | Lee Hoe-taek (–)   | Kim Gyu-vin (↓2)  | Kim Gyu-vin (–)   | Kim Gyu-vin (–)    | Keita (↑2)        | Kim Tae-rae (↓2)   |
| 7 | Zhang Hao    | Zhang Hao (–)      | Lee Hoe-taek (↓1) | Kim Tae-rae (↑4)  | Kim Tae-rae (–)    | Kim Gyu-vin (↓1)  | Kim Gyu-vin (–)    |
| 8 | Anthonny     | Jay (↑22)          | Keita (↑6)        | Keita (–)         | Keita (–)          | Ricky (↑6)        | Kim Ji-woong (↓5)  |
| 9 | Kim Tae-rae  | Lee Da-eul (↓5)    | Jay (↓1)          | Jay (–)           | Park Gun-wook (↑2) | Seok Matthew (↓5) | Han Yu-jin (↓4)    |

### Pierwsza runda głosowania
Pierwsza runda głosowania odbyła się od 2 do 24 lutego 2023 roku.
Star Creators głosowali na dziewięciu chłopców bez względu na ich grupę. Łącznie zarejestrowano 52 434 522 głosy z 176 krajów. W przybliżeniu 11,9 miliona z tych głosów oddali Koreańczycy, podczas gdy 40,5 miliona pochodziło od widzów z całego świata.
Eliminacje opierały się na ogólnych punktach indywidualnych.
Legenda
| Pozycja | Uczestnicy     | Grupa | Punkty     | Punkty    | Punkty    | Pozycja | Uczestnicy      | Grupa | Punkty     | Punkty   | Punkty    |
| Pozycja | Uczestnicy     | Grupa | Koreańskie | Globalne  | Punkty    | Pozycja | Uczestnicy      | Grupa | Koreańskie | Globalne | Punkty    |
| ------- | -------------- | ----- | ---------- | --------- | --------- | ------- | --------------- | ----- | ---------- | -------- | --------- |
| 1       | Sung Han-bin   | K     | 1,043,564  | 2,818,836 | 8,343,418 | 27      | Jung Min-gyu    | K     | 153,454    | 208,559  | 1,054,053 |
| 2       | Seok Matthew   | G     | 838,865    | 2,470,738 | 6,983,610 | 28      | Ollie           | G     | 57,483     | 616,473  | 1,050,683 |
| 3       | Kim Ji-woong   | K     | 848,515    | 2,400,044 | 6,944,462 | 29      | Wang Zihao      | G     | 31,866     | 617,231  | 1,039,147 |
| 4       | Han Yu-jin     | K     | 924,664    | 1,997,419 | 6,757,634 | 30      | Lim Jun-seo     | K     | 154,069    | 174,791  | 1,016,985 |
| 5       | Zhang Hao      | G     | 594,480    | 2,259,107 | 5,636,185 | 31      | Na Kamden       | G     | 135,650    | 283,288  | 962,611   |
| 6       | Kim Gyu-vin    | K     | 783,359    | 1,514,108 | 5,511,180 | 32      | Ma Jingxiang    | G     | 118,148    | 250,791  | 843,660   |
| 7       | Lee Hoe-taek   | K     | 478,834    | 1,742,488 | 4,469,324 | 33      | Dang Hong Hai   | G     | 55,615     | 414,962  | 781,564   |
| 8       | Keita          | G     | 311,495    | 2,038,551 | 4,107,663 | 34      | Oh Sung-min     | K     | 96,616     | 174,879  | 760,796   |
| 9       | Jay            | G     | 343,093    | 1,988,046 | 4,081,057 | 35      | Cong            | G     | 67,052     | 355,367  | 754,636   |
| 10      | Park Gun-wook  | K     | 424,712    | 1,431,312 | 3,728,699 | 36      | Zhang Shuaibo   | G     | 100,017    | 226,367  | 732,400   |
| 11      | Kim Tae-rae    | K     | 572,660    | 686,987   | 3,514,786 | 37      | Krystian        | G     | 18,023     | 489,839  | 713,399   |
| 12      | Ricky          | G     | 121,057    | 1,228,473 | 2,122,327 | 38      | Yoon Jong-woo   | K     | 72,487     | 204,190  | 692,766   |
| 13      | Lee Da-eul     | K     | 268,805    | 627,749   | 2,103,468 | 39      | Lee Jeong-hyeon | K     | 84,968     | 149,181  | 676,361   |
| 14      | Kum Jun-hyeon  | K     | 260,720    | 495,016   | 1,896,096 | 40      | Lee Dong-yeol   | K     | 66,411     | 202,621  | 664,047   |
| 15      | Takuto         | G     | 223,223    | 696,749   | 1,882,600 | 41      | Brian           | G     | 91,794     | 178,290  | 634,033   |
| 16      | Haruto         | G     | 89,646     | 1,058,396 | 1,764,148 | 42      | Lee Ye-dam      | K     | 54,356     | 219,178  | 632,536   |
| 17      | Yoo Seung-eon  | K     | 256,031    | 348,099   | 1,689,228 | 43      | Wumuti          | G     | 23,170     | 324,127  | 521,445   |
| 18      | Seo Won        | K     | 181,959    | 583,003   | 1,664,080 | 44      | Park Ji-hoo     | K     | 66,861     | 87,145   | 516,507   |
| 19      | Anthonny       | G     | 69,905     | 1,002,268 | 1,604,766 | 45      | Chen Jianyu     | G     | 47,722     | 230,991  | 508,693   |
| 20      | Lee Seung-hwan | K     | 137,004    | 662,583   | 1,569,664 | 46      | Lee Hwan-hee    | K     | 63,688     | 168,531  | 507,947   |
| 21      | Hiroto         | G     | 95,458     | 743,432   | 1,381,864 | 47      | Ji Yun-seo      | K     | 49,239     | 78,759   | 428,248   |
| 22      | Park Han-bin   | K     | 151,471    | 426,785   | 1,327,899 | 48      | Lee Dong-gun    | K     | 13,200     | 169,339  | 387,236   |
| 23      | Mun Jung-hyun  | K     | 173,899    | 209,832   | 1,145,501 | 49      | Park Hyun-been  | K     | 39,237     | 72,877   | 376,700   |
| 24      | Bak Do-ha      | K     | 120,784    | 385,881   | 1,140,151 | 50      | Cai Jinxin      | G     | 61,109     | 82,301   | 374,970   |
| 25      | Cha Woong-ki   | K     | 136,790    | 329,584   | 1,137,561 | 51      | Choi Woo-jin    | K     | 20,040     | 100,778  | 368,077   |
| 26      | Chen Kuanjui   | G     | 50,877     | 538,204   | 1,059,856 | 52      | Jeong I-chan    | K     | 11,527     | 142,653  | 345,335   |

### Druga runda głosowania
Druga runda głosowania odbyła się od 2 do 17 marca 2023 roku.
Star Creators głosowali na sześciu chłopców bez względu na ich grupę. Łącznie zarejestrowano 47 586 404 głosy z 178 krajów. W przybliżeniu 10,5 miliona z tych głosów oddali Koreańczycy, podczas gdy 37 milionów pochodziło od widzów z całego świata.
Eliminacje opierały się na ogólnych punktach indywidualnych.
Legenda
| Pozycja | Uczestnicy    | Grupa | Punkty     | Punkty    | Punkty    | Pozycja | Uczestnicy      | Grupa | Punkty     | Punkty    | Punkty    |
| Pozycja | Uczestnicy    | Grupa | Koreańskie | Globalne  | Punkty    | Pozycja | Uczestnicy      | Grupa | Koreańskie | Globalne  | Punkty    |
| ------- | ------------- | ----- | ---------- | --------- | --------- | ------- | --------------- | ----- | ---------- | --------- | --------- |
| 1       | Sung Han-bin  | K     | 864,631    | 2,360,757 | 7,043,213 | 15      | Yoon Jong-woo   | K     | 258,264    | 849,578   | 2,259,317 |
| 2       | Zhang Hao     | G     | 561,860    | 2,599,059 | 6,128,945 | 16      | Haruto          | G     | 77,203     | 1,440,154 | 2,198,036 |
| 3       | Han Yu-jin    | K     | 789,745    | 1,847,342 | 6,045,275 | 17      | Yoo Seung-eon   | K     | 300,794    | 452,115   | 1,941,578 |
| 4       | Seok Matthew  | G     | 529,478    | 2,583,500 | 5,812,430 | 18      | Seo Won         | K     | 160,956    | 620,298   | 1,624,641 |
| 5       | Kim Ji-woong  | K     | 686,209    | 1,983,266 | 5,751,211 | 19      | Wang Zihao      | G     | 36,624     | 1,039,895 | 1,600,605 |
| 6       | Kim Gyu-vin   | K     | 694,761    | 1,319,888 | 5,088,364 | 20      | Na Kamden       | G     | 200,211    | 390,565   | 1,507,389 |
| 7       | Kim Tae-rae   | K     | 716,438    | 1,206,278 | 4,790,626 | 21      | Lee Seung-hwan  | K     | 152,061    | 609,652   | 1,470,722 |
| 8       | Keita         | G     | 202,889    | 2,599,031 | 4,254,415 | 22      | Chen Kuanjui    | G     | 80,491     | 738,761   | 1,312,569 |
| 9       | Park Gun-wook | K     | 338,834    | 1,242,684 | 3,228,542 | 23      | Zhang Shuaibo   | G     | 199,937    | 290,028   | 1,277,094 |
| 10      | Kum Jun-hyeon | K     | 466,902    | 746,044   | 3,070,589 | 24      | Lee Jeong-hyeon | K     | 185,150    | 270,625   | 1,185,270 |
| 11      | Lee Hoe-taek  | K     | 328,217    | 1,145,640 | 3,055,925 | 25      | Takuto          | G     | 127,763    | 465,513   | 1,175,739 |
| 12      | Jay           | G     | 137,997    | 1,751,677 | 2,872,951 | 26      | Cha Woong-ki    | K     | 126,418    | 416,876   | 1,107,219 |
| 13      | Park Han-bin  | K     | 319,978    | 795,702   | 2,719,441 | 27      | Ollie           | G     | 61,620     | 636,467   | 1,095,860 |
| 14      | Ricky         | G     | 233,522    | 1,215,285 | 2,616,791 | 28      | Hiroto          | G     | 78,994     | 560,757   | 1,077,299 |

### Trzecia runda głosowania
Trzecia runda głosowania odbyła się od 23 marca do 7 kwietnia 2023 roku.
Star Creators głosowali na trzech chłopców bez względu na ich grupę. Łącznie zarejestrowano 31 750 293 głosy z 182 krajów. W przybliżeniu 6,35 miliona z tych głosów oddali Koreańczycy, podczas gdy 25,4 miliona pochodziło od widzów z całego świata.
Eliminacje opierały się na ogólnych punktach indywidualnych.
Legenda
| Pozycja | Uczestnicy   | Grupa | Punkty     | Punkty    | Punkty    | Pozycja | Uczestnicy      | Grupa | Punkty     | Punkty    | Punkty    |
| Pozycja | Uczestnicy   | Grupa | Koreańskie | Globalne  | Punkty    | Pozycja | Uczestnicy      | Grupa | Koreańskie | Globalne  | Punkty    |
| ------- | ------------ | ----- | ---------- | --------- | --------- | ------- | --------------- | ----- | ---------- | --------- | --------- |
| 1       | Sung Han-bin | K     | 641,077    | 1,748,576 | 5,389,363 | 10      | Lee Hoe-taek    | K     | 263,565    | 871,805   | 2,406,896 |
| 2       | Zhang Hao    | G     | 329,902    | 1,835,261 | 4,342,882 | 11      | Park Han-bin    | K     | 277,403    | 783,470   | 2,365,604 |
| 3       | Kim Ji-woong | K     | 385,631    | 1,287,173 | 3,536,122 | 12      | Park Gun-wook   | K     | 227,208    | 954,454   | 2,329,809 |
| 4       | Kim Tae Rae  | K     | 483,920    | 881,110   | 3,519,583 | 13      | Jay             | G     | 62,829     | 1,400,608 | 2,264,984 |
| 5       | Han Yu-jin   | K     | 397,884    | 1,210,430 | 3,501,402 | 14      | Yoo Seungeon    | K     | 329,368    | 477,070   | 2,242,196 |
| 6       | Keita        | G     | 94,012     | 2,079,095 | 3,069,047 | 15      | Yoon Jong-woo   | K     | 211,875    | 908,368   | 2,194,327 |
| 7       | Kim Gyu-vin  | K     | 407,240    | 785,674   | 3,017,119 | 16      | Kum Jun-hyeon   | K     | 293,395    | 577,185   | 2,187,613 |
| 8       | Ricky        | G     | 251,118    | 1,117,293 | 2,851,613 | 17      | Lee Jeong-hyeon | K     | 260,595    | 431,541   | 2,041,636 |
| 9       | Seok Matthew | G     | 207,736    | 1,343,815 | 2,718,044 | 18      | Na Kamden       | G     | 298,261    | 426,049   | 2,022,976 |

### Wynik
Finał odbył się i został transmitowany na żywo 20 kwietnia 2023 roku. Hwang Min-hyun ogłosił, że nazwą nowo utworzonej grupy chłopców będzie Zerobaseone (kor. 제로베이스원; w skrócie ZB1).
Star Creators głosowali na jednego uczestnika bez względu na jego grupę. Łącznie zarejestrowano 9 398 916 głosów z 184 krajów, z czego 8 177 501 głosów pochodziło z pierwszego okresu głosowania, który odbył się od 7 do 19 kwietnia 2023 roku, a 1 221 415 głosów oddano podczas drugiego okresu głosowania, który odbył się na żywo podczas finału, gdzie wszystkie głosy zostały podwojone.
| Pozycja | Imię          | Grupa | Punkty    | Wytwórnia               |
| ------- | ------------- | ----- | --------- | ----------------------- |
| 1       | Zhang Hao     | G     | 1,998,154 | Yuehua Entertainment    |
| 2       | Sung Han-bin  | K     | 1,888,414 | Studio Gl1de            |
| 3       | Seok Matthew  | G     | 1,702,174 | MNH Entertainment       |
| 4       | Ricky         | G     | 1,572,089 | Yuehua Entertainment    |
| 5       | Park Gun-wook | K     | 1,386,039 | Jellyfish Entertainment |
| 6       | Kim Tae Rae   | K     | 1,349,595 | Wake One Entertainment  |
| 7       | Kim Gyu-vin   | K     | 1,346,105 | Yuehua Entertainment    |
| 8       | Kim Ji-woong  | K     | 1,338,984 | Nest Management         |
| 9       | Han Yu-jin    | K     | 1,196,622 | Yuehua Entertainment    |

## Dyskografia

### Minialbumy
| Rok  | Dane dot. albumu | Najwyższa pozycja | Najwyższa pozycja |
| Rok  | Dane dot. albumu | JPN Hot           | JPN Comb.         |
| ---- | --- | ----------------- | ----------------- |
| 2023 | Boys Planet – Artist Battle - Wydany: 6 kwietnia 2023 - Wytwórnia: Stone Music Entertainment - Format: digital download, streaming      | 6                 | 12                |
| 2023 | Boys Planet – Final TOP9 Battle - Wydany: 22 kwietnia 2023 - Wytwórnia: Stone Music Entertainment - Format: digital download, streaming | —                 | 31                |

### Single
| Rok                                                       | Tytuł          | Najwyższa pozycja | Najwyższa pozycja | Album                           |
| Rok                                                       | Tytuł          | KOR               | JAP Hot           | Album                           |
| --------------------------------------------------------- | -------------- | ----------------- | ----------------- | ------------------------------- |
| 2023                                                      | „Here I Am"    | –                 | –                 | –                               |
| 2023                                                      | „Switch"       | –                 | –                 | Boys Planet – Artist Battle     |
| 2023                                                      | „SuperCharger" | –                 | –                 | Boys Planet – Artist Battle     |
| 2023                                                      | „Over Me"      | 179               | –                 | Boys Planet – Artist Battle     |
| 2023                                                      | „Say My Name"  | 58                | 77                | Boys Planet – Artist Battle     |
| 2023                                                      | „En Garde"     | 185               | –                 | Boys Planet – Artist Battle     |
| 2023                                                      | „Jelly Pop"    | 162               | 99                | Boys Planet – Final TOP9 Battle |
| 2023                                                      | „Hot Summer"   | –                 | –                 | Boys Planet – Final TOP9 Battle |
| 2023                                                      | „Not Alone"    | –                 | –                 | Boys Planet – Final TOP9 Battle |
| „–” oznacza, że singiel nie był notowany na danej liście. |                |                   |                   |                                 |

## Oglądalność
| No. | Data emisji      | Oglądalność | Oglądalność |
| No. | Data emisji      | Nationwide  | Seul        |
| --- | ---------------- | ----------- | ----------- |
| 1   | 2 lutego 2023    | 0.379%      | –           |
| 2   | 9 lutego 2023    | 0.586%      | –           |
| 3   | 16 lutego 2023   | 0.821%      | 1,195%      |
| 4   | 23 lutego 2023   | 0.772%      | 1.000%      |
| 5   | 2 marca 2023     | 0.803%      | 1.000%      |
| 6   | 9 marca 2023     | 0.724%      | 1,067%      |
| 7   | 16 marca 2023    | 0.890%      | 1,115%      |
| 8   | 23 marca 2023    | 0.884%      | 1,110%      |
| 9   | 30 marca 2023    | 0.865%      | 1,232%      |
| 10  | 6 kwietnia 2023  | 0.878%      | 1,100%      |
| 11  | 13 kwietnia 2023 | 1.000%      | 1,396%      |
| 12  | 20 kwietnia 2023 | 1.210%      | 1.657%      |